# Sjijeli
Sjijeli (ryska: Шиели) är en ort i Kazakstan.   Den ligger i oblystet Qyzylorda, i den centrala delen av landet, 900 km söder om huvudstaden Astana. Sjijeli ligger 154 meter över havet och antalet invånare är 29 832.
Terrängen runt Sjijeli är mycket platt. Runt Sjijeli är det mycket glesbefolkat, med 3 invånare per kvadratkilometer. Det finns inga andra samhällen i närheten. Trakten runt Sjijeli består i huvudsak av gräsmarker.